# Derdes d'Elímia
Derdes (en llatí Derdas, en grec antic Δέρδας) fou un sobirà dels elimis d'Elímia o Elimea (Elymia o Elymeia), probablement de la mateixa família que un altre Derdes, cosí de Perdicas II contra el que es va rebel·lar.
Per por de l'increment de poder d'Olint va ajudar els espartans en la guerra contra aquesta ciutat que va durar del 382 aC fins al 379 aC, segons diuen Xenofont i Diodor de Sicília. Teopomp de Quios explica que va ser fet presoner pels olintis però no se sap quan. Aristòtil menciona un Derdes, però segurament era una altra persona. Un altre Derdes, germà de Fila d'Elimiotis, una de les esposes de Filip II de Macedònia, tenia relacions de parentiu amb aquest.